# МЦ 21-12
МЦ 21-12 — радянська самозарядна рушниця. Перший зразок серійної вітчизняної самозарядної гладкоствольної мисливської зброї.

## Історія
Рушниця МЦ 21 була створена в 1958—1960 рр. у Центральному конструкторському бюро спортивної та мисливської зброї. У травні 1960 року відомості про рушницю були опубліковані у відкритій пресі, при цьому рушницю спочатку передбачалося випускати під патрони 12-го, 16-го та 20-го калібру в паперовій гільзі довжиною 65 мм.
У 1965 р. рушниця МЦ 21-12 була нагороджена Золотою медаллю Лейпцизького ярмарку.
У 1966 році були випадки встановлення саморобних магазинів підвищеної місткості на рушницях МЦ 21-12 (перетворення п'ятизарядної гармати в 7-8-зарядний), але так зброя виявлялася переобтяженою і з зміщеним балансом — що призводило до зниження ефективності стрільби.
У 1967 році власником рушниці МЦ 21-12 А. Грибановим був розроблений зйомний дульний компенсатор для регулювання кучності бою рушниці МЦ 21-12. За результатами експлуатації та випробувань винаходу, у червні 1977 року креслення компенсатора були опубліковані і «регулятор кучності бою» конструкції А. Грибанова був рекомендований іншим власникам рушниць цього типу.
У 1976 році для відстрілу з МЦ 21-12 дрібної дичини на коротких дистанціях був запропонований вкладний ствол (при стрільбі з якого використовувався спеціальний патрон з 5 грамами дробу та 0,3 грамами бездимного пороху «Сокіл», зібраний у гільзі патрона 7,6 54 мм R). У лютому 1981 для рушниці був запропонований знімний кільцевий приціл.

## Конструкція
Автоматика рушниці заснована на відкаті від віддачі рухомого пружного ствола і поздовжньо ковзного затвора за схемою Браунінга. Замикання каналу ствола проводиться затвором за рахунок бойового упора, що переміщається у вертикальній площині, що входить в отвір хвостовика ствола. Перезаряджання рушниці здійснюється за рахунок використання довгого ходу ствола при переміщенні його в заднє та переднє положення під дією віддачі. Під час руху затвора назад у момент пострілу відбувається зведення курка та підготовка до пострілу ударно-спускового механізму.
Дульне звуження ствола — 1 мм. Канал ствола та патронник МЦ 21-12 хромовані. Ударно-спусковий механізм змонтований на окремій підставі і дозволяє робити лише поодинокі постріли. Зусилля спуску в межах від 1,75 до 2,5 кгс.
Рушниця забезпечена прапорцевим запобіжником.
Магазин підствольний трубчастий на 4 патрони, заряджається по одному патрону (слід врахувати, що для стрільби з МЦ 21-12 використовуються патрони, споряджені в паперові або пластмасові гільзи). У СРСР випускали два типи пластмасових гільз, проте для стрілянини з МЦ 21-12 було рекомендовано використовувати гільзи завдовжки 67,5-68 мм, виготовлені за ГОСТ 23568-79.
Стріляти з рушниці МЦ 21-12 патронами, спорядженими турбінно-стрілочною кулею Бреннеке можна тільки у випадку, якщо заряджати та відстрілювати їх по одному патрону. Заряджати такі патрони в підствольний магазин не можна — куля Бреннеке має конічну загострену головну частину, яка внаслідок специфічного розташування патронів у корпусі магазина при автоматичному перезарядженні зброї можуть призвести до удару загостреної головної частини кулі Бреннеке по капсулю розташованого попереду патрона — і детонації всіх патронів руйнуванням корпусу магазина, цівки та поломкою ударно-спускового механізму рушниці.
Якщо патрон увійшов у патронник не повністю і канал ствола не замкнений — при натисканні на спусковий гачок пострілу не відбувається, оскільки курок б'є нижню частину затвора. Для вилучення патронів з магазина слід поставити рушницю на запобіжник і потопити подавець з одночасним натисканням на упор патронів у затворі.
Ложа з бука або горіха з пістолетною шийкою, з виступом чи без виступу під щоку. Цівка знімна, закріплена на корпусі магазина.

## Модифікації
- МЦ 21 — перша модель, що випускалася в 1956—1964 рр. ЦКДБ СМЗ в штучному виконанні під патрони 12-го, 16-го та 20-го калібру з неметалевою гільзою. Модель під патрон 12-го калібру мала 750 мм ствол; модель під патрон 16-го калібру — 720-мм ствол, модель під патрон 20-го калібру — 675-мм ствол.
- МЦ 21-12 — друга модель, серійно випускалася з 1965 під патрон 12/70 мм R.

- МЦ 21-12П — модифікація МЦ 21-12 з регулятором кучності бою.
- МЦ 21-12Р — модифікація з гумовим амортизатором на потиличнику приклада.
- МЦ 21-12МР — модифікація з гумовим амортизатором на потиличнику прикладу та змінними дульними насадками.

- МЦ 22-12 — варіант МЦ 21-12 під патрон 12 калібру з довжиною гільзи 65 мм, один демонстраційний зразок був виготовлений в 1960.

## Країни-експлуатанти
- СРСР — на початок 1990 року рушниці використовувалися на території всіх республік СРСР.
- Білорусь — сертифіковано як цивільну мисливську зброю.
- Молдова — сертифіковано як цивільну мисливську зброю
- Росія — рушниця сертифікована як цивільна зброя, в період з 14 серпня 1992 року до 1 березня 2006 року рушниця МЦ 21-12 була дозволена до використання як службова зброя приватними охоронними структурами. Крім того, рушниця дозволена до використання як службова зброя окремим категоріям співробітників Міністерства сільського господарства РФ.
- Україна — сертифіковано як цивільну мисливську зброю.
- Азербайджан — сертифіковано як цивільну мисливську зброю.
- Грузія — сертифіковано як цивільну мисливську зброю.
- Вірменія — сертифіковано як цивільну мисливську зброю.
- Казахстан — сертифіковано як цивільну мисливську зброю.
- Узбекистан — сертифіковано як цивільну мисливську зброю.
- Туркменістан — сертифіковано як цивільну мисливську зброю.
- Киргизстан — сертифіковано як цивільну мисливську зброю.
- Таджикистан — сертифіковано як цивільну мисливську зброю.
- Литва — сертифіковано як цивільну мисливську зброю.
- Латвія — сертифіковано як цивільну мисливську зброю.
- Естонія — сертифіковано як цивільну мисливську зброю.